# 스위스의 정치
스위스의 정치에 관한 문서이다. 스위스 정부는 직접 민주제를 채택한 연방 국가이다.
- 입법부는 연방의회이다. 연방의회는 대중을 대표하는 국회와 주를 대표하는 국무회의 두 부분으로 구성된다.
- 행정부는 연방의회이며, 연방의회에서 선출된 7명의 의원으로 구성된다.
- 사법부는 스위스 연방평의회가 이끌고 있으며, 판사는 연방의회에서 선출된다.

헌법이 변경되면 국민투표가 의무화된다(의무적 국민투표). 법률이 변경되면 국민투표를 요청할 수 있다(선택적 국민투표). 또한, 국민은 연방 헌법 개정안을 제출하기 위한 헌법상의 대중 발의안을 제시할 수 있다.
국민은 존재하지도 않는 헌법재판소와 같은 역할을 맡아 법치의 수호자 역할도 한다. V-Dem 민주주의 지수에 따르면, 스위스는 2023년 세계에서 가장 참여도가 높은 민주주의 국가였다.
이코노미스트 인텔리전스 유닛은 2022년 스위스를 "완전한 민주주의"로 평가했다. V-Dem 민주주의 지수에 따르면 스위스는 2023년 세계에서 4번째로 선거 민주주의가 높은 국가였다.
칸톤과 지방자치단체의 정치는 칸톤마다 다르며, 칸톤마다 시스템이 다를 수 있다.

## 같이 보기
- 스위스의 인구
- 직접 민주제
- 국민투표